# Liquidambar
El liquidámbar (nombre científico Liquidambar) es un género de fanerógamas perteneciente a la familia Altingiaceae, que era considerada anteriormente una subfamilia de las Hamamelidaceae, como Altingioideae. Comprende 4 especies aceptadas, de las 20 descritas. El autor del género, Carlos Linneo, lo clasificaba cerca de los Platanaceae. Es propio del sudeste y este de Asia, el Mediterráneo oriental y el nordeste de América del Norte.

## Descripción
Son árboles grandes, caducifolios, de 25 a 40 m de altura, aromáticos y resinosos, glabros o con pelos simples. La corteza es gris-pardo, profundamente asurcada, ocasionalmente con crestas longitudinales corchosas. Las hojas, largamente pecioladas y dispuestas espiralmente en las ramas, son palmeadas con 3-7 lóbulos acuminados, fragantes cuando se estrujan y con margen serrado y glandular. Las inflorescencias son terminales en racimos pedunculados de numerosas cabezuelas de flores unisexuales de color verdoso, sin sépalos ni pétalos: por una parte las masculinas en densos grupos erectos cónicos y, por otra parte, las femeninas al final de un largo pedúnculo colgante y organizadas en una densa inflorescencia globular de unos 1-2cm de diámetro, acrescente en la fructificación. La infrutescencia, de 2-4cm de diámetro, verde en un principio y parda óscura en la madurez, es multicapsular, con cápsulas fusionadas, de estilos y anteras persistentes, de dehiscencia septicidas y con 1-2 semillas viables y numerosas abortadas en cada uno de los 2 lóculos.

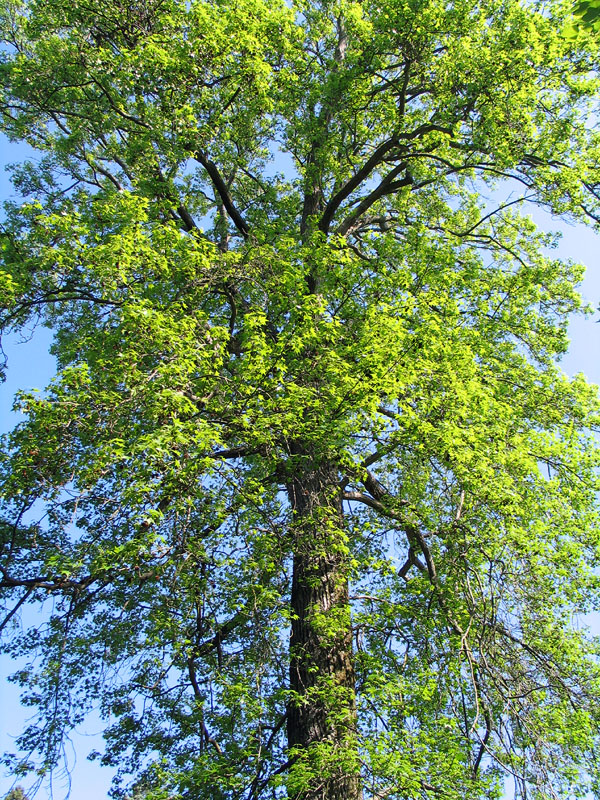
Liquidambar styraciflua

## Taxonomía
El género fue descrito por Carlos Linneo, y publicado en Species Plantarum 2: 999. 1753. La especie tipo es: Liquidambar styraciflua L.
Etimología
Liquidambar: nombre genérico que deriva de la palabra latina liquidus y la palabra árabe para ambar, aludiendo al líquido de color ámbar que produce.

## Especies
- Liquidambar acalycina H.T.Chang[5] - Centro y sudeste de China.
- † Liquidambar californicum Lesq., 1878
- † Liquidambar europaeum A.Braun in Buckland, 1888
- Liquidambar cerasifolia (Wall. & Griff.) Voigt, Hort. Suburb. Calcutt., 301, 1845
- Liquidambar formosana Hance[6] - Liquidámbar de China, centro y sudeste de China, sudeste de Corea, Taiwán, Laos, noreste de Vietnam)
- Liquidambar gracilipes (Hemsl.) Ickert-Bond & J.Wen 2013[7]
- Liquidambar orientalis Mill.[8] - Liquidámbar oriental, sudoeste de Turquía, Grecia: Rodas)
- Liquidambar styraciflua L.[9] - Liquidámbar americano, este de Norteamérica de Nueva York a Texas y México, Guatemala, El Salvador, Honduras y Nicaragua.

El género estaba mucho más extendido en el Terciario, pero desapareció de Europa debido a la extensa e intensa glaciación al norte de los Alpes, que actuaron como barrera para su migración del sur. También ha desaparecido del oeste norteamericano debido a variaciones climáticas, y de la estepa rusa debido a las actuales muy bajas temperaturas sin llegar a temperaturas glaciales. Hay numerosas especies fósiles de Liquidambar que muestran el actual estatus de reliquia en numerosos sitios.

### Usos
Es un popular árbol ornamental, particularmente en áreas templadas con veranos calurosos, logrando los más bellos colores en el otoño.
Los árboles producen una goma conocida como storax, usada en la medicina tradicional. Esta goma contiene una pequeña cantidad de un hidrocarburo aromático el estireno; el estudio del estireno extraído de la goma del Liquidambar orientalis dio por resultado la síntesis en 1925 del primer polímero poliestireno, por parte de la industria petroquímica alemana.